# Лисий (придворный Антиоха IV)
Лисий (убит в 162 году до н. э.) — селевкидский полководец и правитель сатрапии Сирия.

## Биография

### Сатрап
Царь Антиох IV Эпифан в 166 году до н. э. передал под управление Лисия Южную Сирию, а также доверил воспитание своего единственного сына Антиоха V Евпатора. Сам Антиох отправился в Персию для сбора дани.
Лисий направил против Иуды Маккавея войска под командованием Птолемея, Никанора и Горгия. В 166 году до н. э. Иуда разбил Никанора и Горгия в двух сражениях у Эммауса, а потом столкнулся с Лисием у Бет-Цура, после чего отступил в Иерусалимский храм.

### Регент
Дальнейшие события описываются с разных позиций Первой и Второй Маккавейскими книгами, а также самим Флавием. После гибели Антиоха IV в 164 году до н. э. Лисий стал регентом при малолетнем сыне царя. Он собрал в Антиохии новую армию и после возвращения от Бет-Цура начал осаду Иерусалима. В это время он узнал о приходе из Персии придворного Филиппа, которому Эпифан поручил заботу о сыне. Лисий разбил Филиппа в 163 году до н. э. и получил поддержку из Рима за исполнение условий Апамейского мира.
Однако год спустя в страну прибыл племянник Антиоха IV Эпифана Деметрий I Сотер, который был отправлен заложником в Рим взамен Антиоха IV незадолго до гибели своего отца Селевка IV Филопатора. Узнав о гибели своего дяди, он пытался убедить римский сенат разрешить ему вернуться на родину. Получив отказ, он бежал и прибыл в Триполи. Имея народную поддержку, Деметрий I Сотер убил как Антиоха V, так и его регента.

### Родственник царя
В Первой книге Маккавейской говорится, что Лисий происходил из царского рода. Однако нет подтверждения, что он состоял в кровном родстве с царской династией. «Родственник царя» был одним из наиболее почётных придворных титулов у Селевкидов и мог быть присвоен любому человеку по желанию царя.